# Třída Irene
Třída Irene byla lodní třída chráněných křižníků Kaiserliche Marine. Byly to první německé chráněné křižníky. Celkem byly postaveny dvě jednotky této třídy. Do služby byly přijaty v letech 1888–1889. Vyřazeny byly roku 1914.

## Stavba
Celkem byly postaveny dvě jednotky této třídy. Do stavby se zapojily loděnice Germaniawerft v Kielu a AG Vulcan Stettin ve Štětíně. Do služby byly přijaty v letech 1888–1888.
Jednotky třídy Irene:
| Jméno           | Loděnice          | Založení kýlu | Spuštěna          | Vstup do služby    | Status                                     |
| --------------- | ----------------- | ------------- | ----------------- | ------------------ | ------------------------------------------ |
| Irene           | AG Vulcan Stettin | 1886          | 23. července 1887 | 25. května 1888    | Od roku 1914 depotní loď. Sešrotován 1921. |
| Prinzeß Wilhelm | Germaniawerft     | 1886          | 22. září 1887     | 13. listopadu 1889 | Od roku 1914 hulk. Sešrotován 1922.        |

## Konstrukce

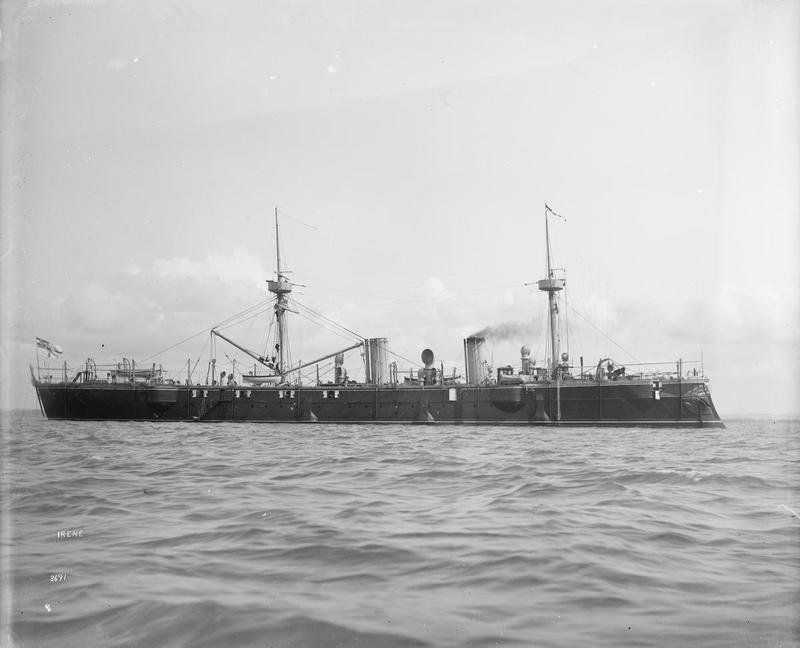
SMS Irene

Výzbroj představovalo čtrnáct 150mm kanónů (čtyři o délce hlavně třicet ráží, ostatní dvacet ráží), šest pětihlavňových revolverových 37mm kanónů a tři 350mm torpédomety. Křižník chránila paluba ze sdruženého pancíře silná 50 mm (20 mm železa a 30 mm oceli) a se skloněnými konci o síle 75 mm (20 mm želena a 55 mm oceli). Pohon chránil 120mm pancíř na 200mm dřeva. Velitelská věž měla 50mm pancéřování boků a 20mm stropu. Pohonný systém tvořily čtyři cylindrické kotle a dva parní stroje o výkonu 8000 hp, roztáčející dva lodní šrouby. Nejvyšší rychlost dosahovala 18 uzlů. Dosah byl 2490 námořních mil při rychlosti devět uzlů.

### Modifikace
Roku 1893 bylo odstraněno deset 150mm s kratší hlavní společně s revolverovými kanóny. Nahradilo je osm 105mm kanónů a šest 50mm kanónů.

## Služba
Oba křižníky byly součástí německé německé východoasijské eskadry. Po návratu do Evropy zůstaly ve službě do roku 1914, kdy byly vyřazeny. Dosloužily v pomocných úlohách. V letech 1921–1922 byly sešrotovány.